# Meticillina
La meticillina è un farmaco antibiotico della classe dei beta-lattamici penicillasi-resistente insieme alla nafcillina e alla oxacillina, sintetizzato per la prima volta nel 1959 e utilizzato in ambito clinico dal 1960. La meticillina può causare nefrite interstiziale acuta, per questo motivo non è più disponibile in commercio.

## Indicazioni
È somministrata per via intramuscolare (1 g ogni 4-6 ore) ed endovenosa (1 g ogni 6 ore). È stata la prima penicillina efficace nelle gravi infezioni da stafilococchi produttori di penicillasi tra cui lo Staphylococcus aureus. Attualmente caduta in disuso a causa delle numerose resistenze da parte dei batteri (come lo S. aureus meticillino-resistente, MRSA).

## Controindicazioni
La meticillina può portare:
- Ipersensibilità dovuta al suo metabolita acido penicilloico che si lega alle proteine e si comporta da aptene, innescando una reazione immunitaria.
- Diarrea, dovuta all'alterazione dell'equilibrio dei microrganismi intestinali.
- Nefrite.
- Neurotossicità, in quanto irritante per il tessuto nervoso.
- Tossicità ematologica, a causa della diminuzione dell'attività coagulativa.
- Tossicità da cationi. La meticillina viene iniettata come sale di sodio o potassio; alte dosi di meticillina possono alterare la normale osmosi corporea ed essere letali.